# ژیستل
شهر ژیستل (به فرانسوی: Gistel) در شهرستان اوستان در استان فلاندری غربی در منطقه فلاندری در کشور بلژیک واقع شده‌است.

## نگارخانه

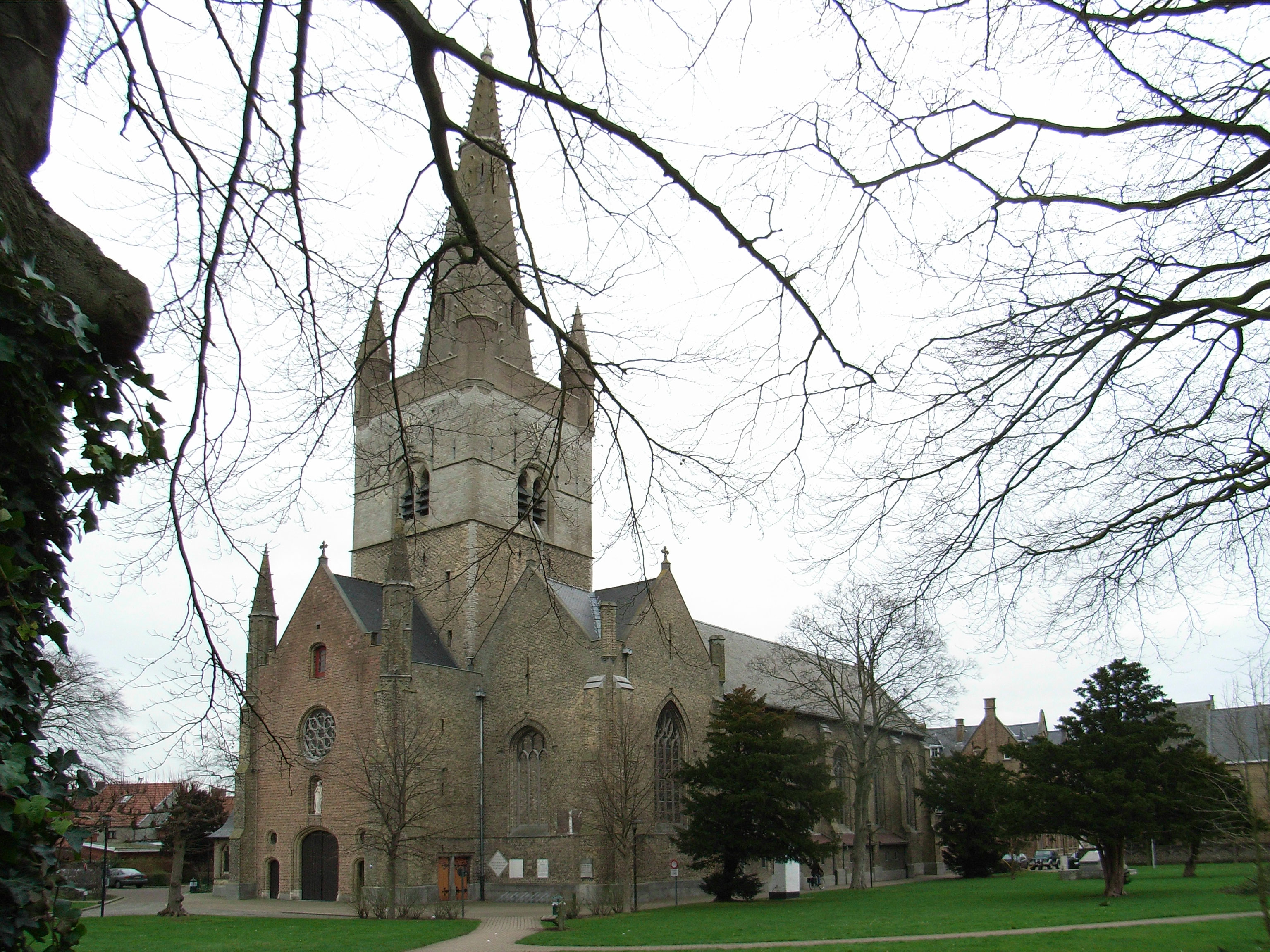
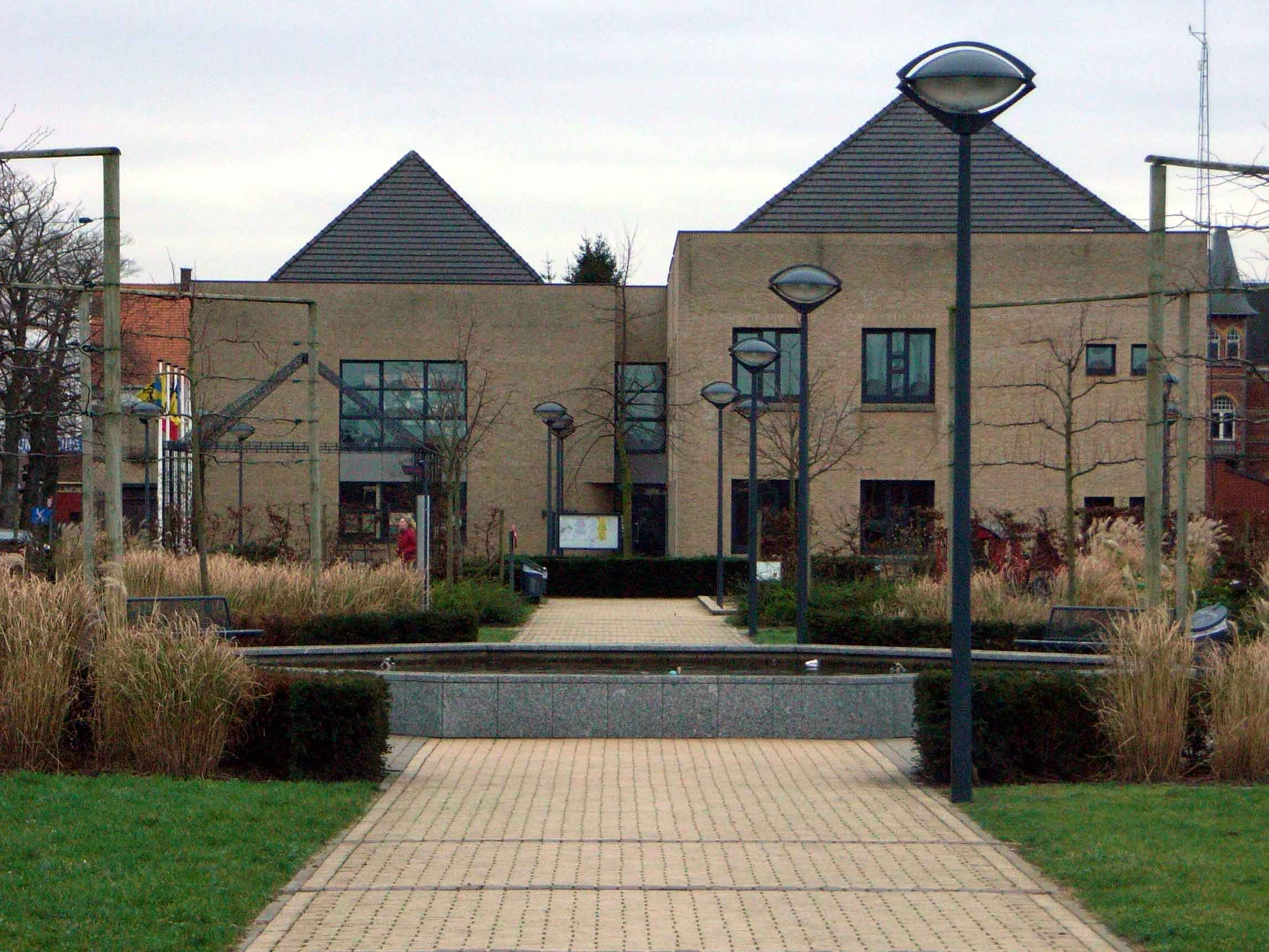
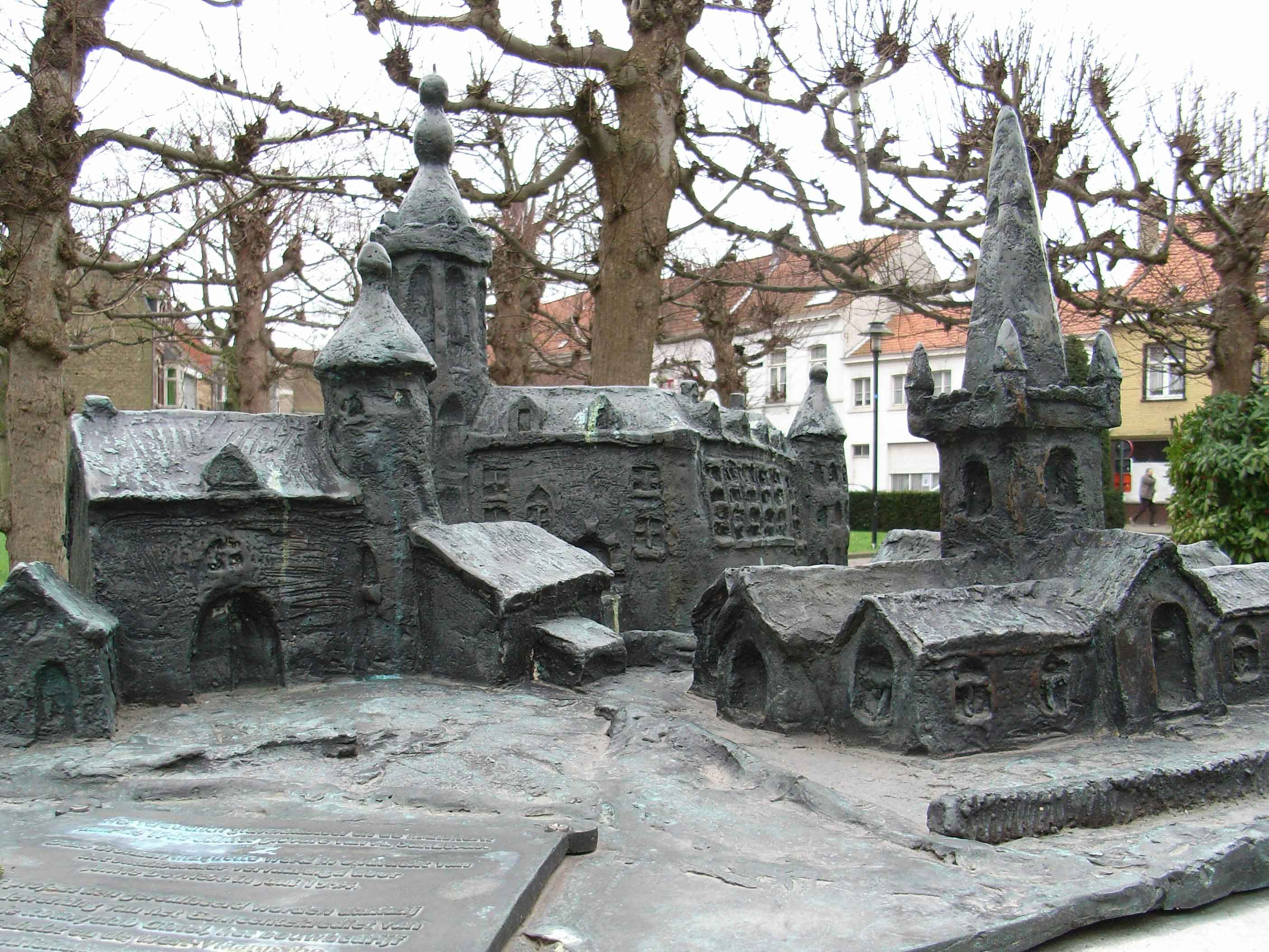
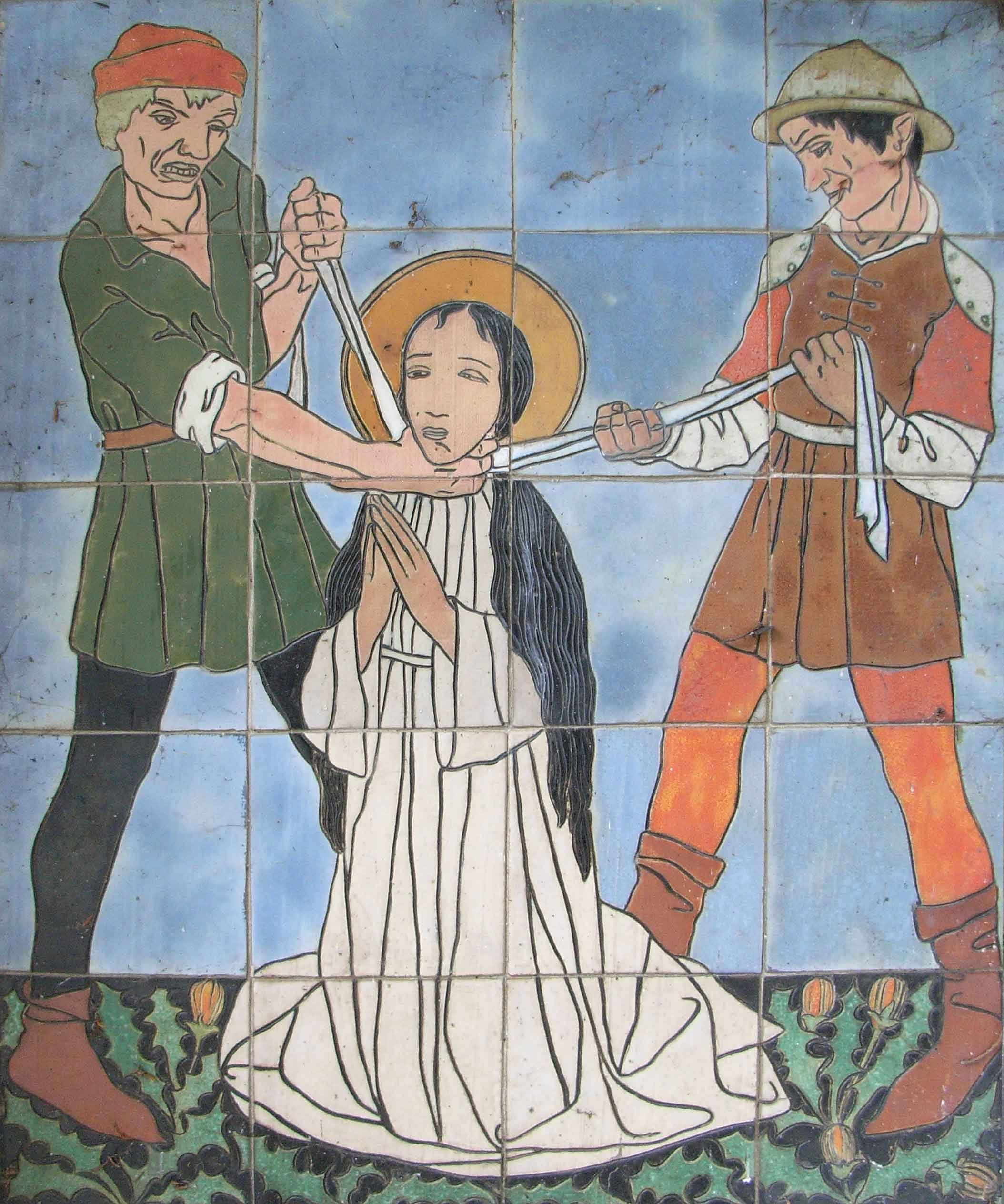